# Marja Kubašec

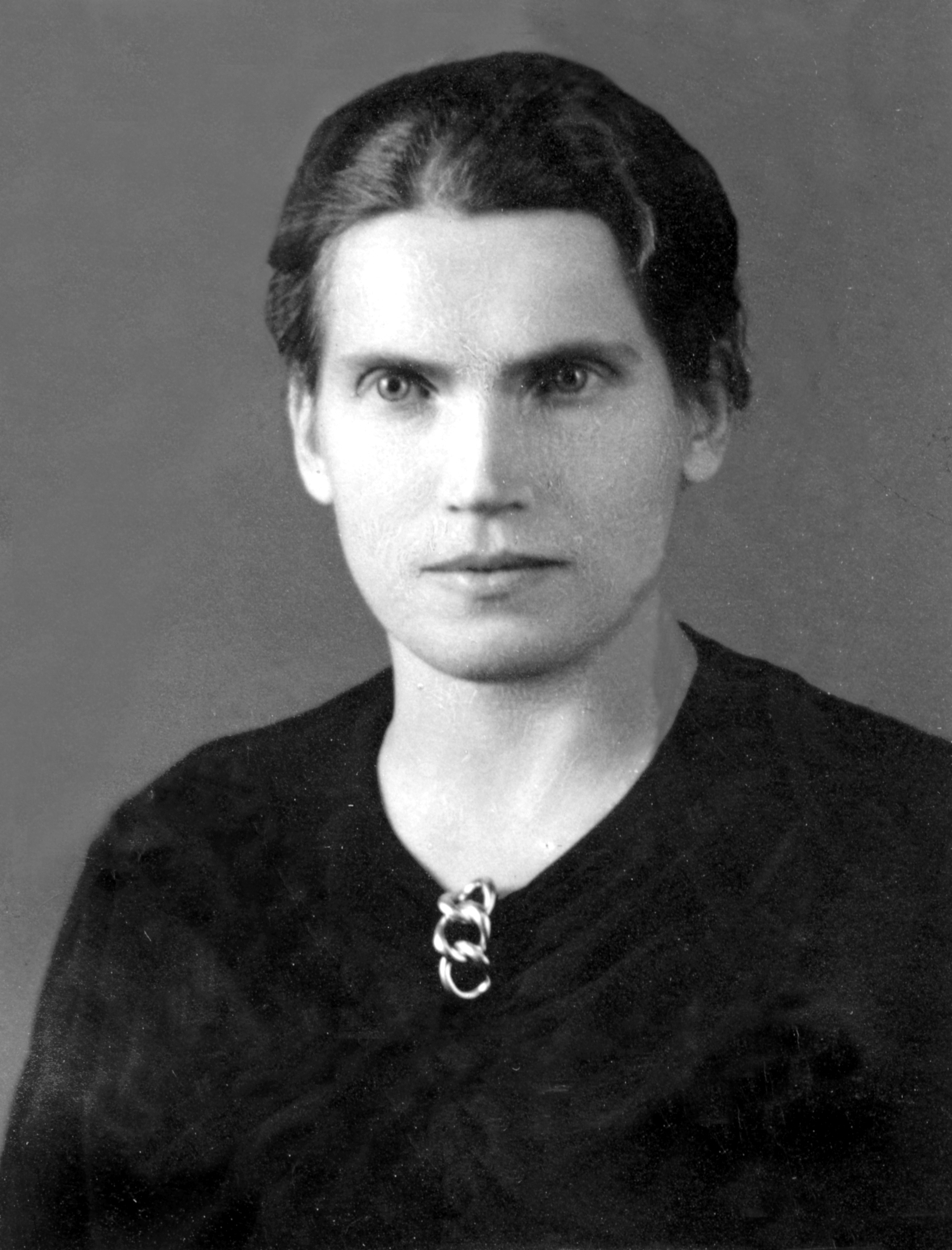
Marja Kubašec (1930)

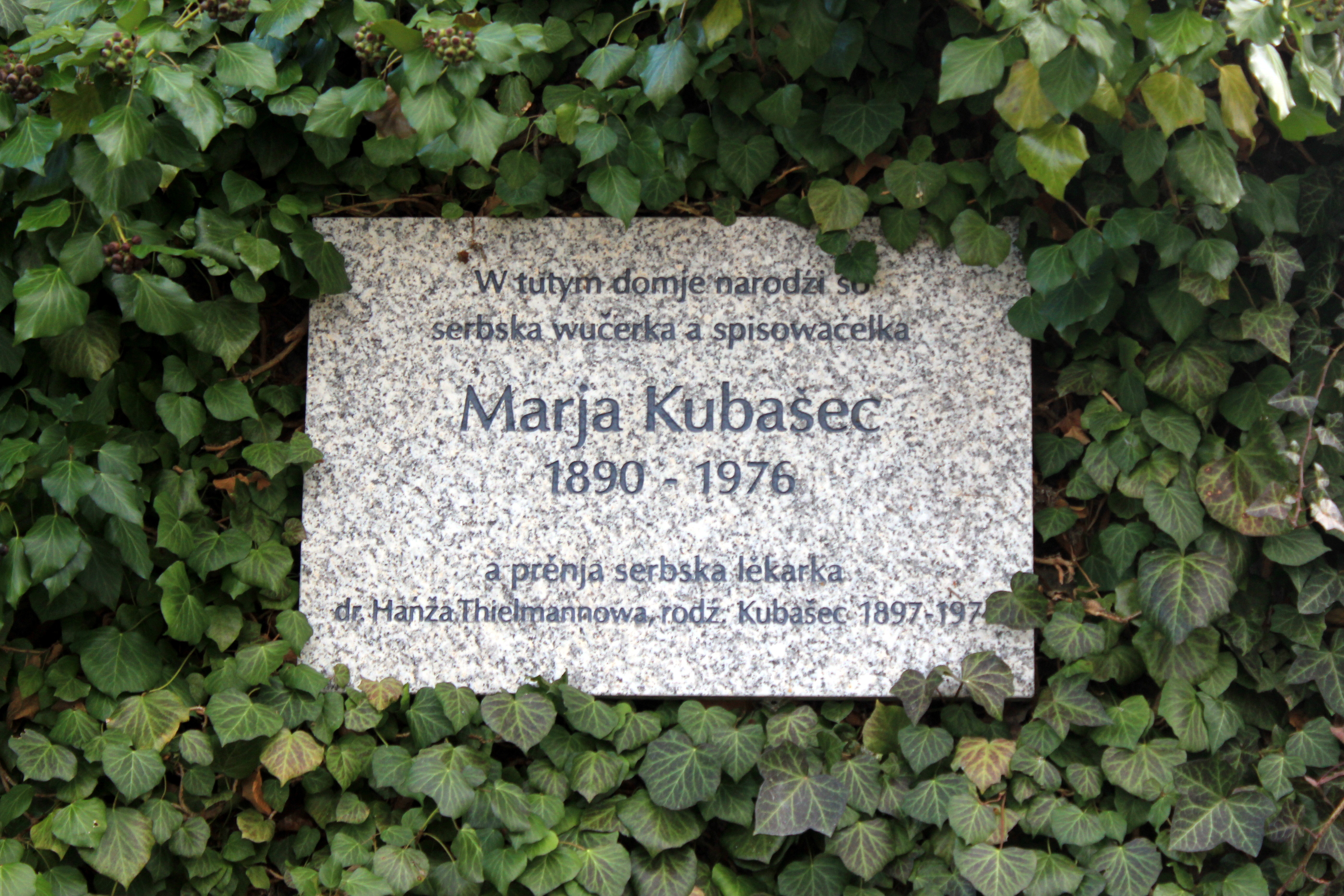
Tablica pamiątkowa w języku serbskołużyckim na domu w Chasowie: W tym domu...

Marja Kubašec (niem.: Maria Kubasch; ur. 7 marca 1890 w Quoos/Chasowie (Radwor), zm. 13 kwietnia 1976 w Budziszynie) – serbołużycka pisarka i nauczyciela, tworząca w języku dolnołużyckim, redaktorka w Raj i Serbski student.

## Nagrody literackie, laureatka
- Ćišinski-Preis (Myto Ćišinskego; 1962)
- Literaturpreis der Domowina (1966)
- Johannes-R.-Becher-Medaille (1975)

## Dzieła
- Wusadny. Smoler, Budyšin (Budziszyn) 1925.
- Khodojta. Hra w třoch jednanjach. (Czarownica), Smoler/Koło serbskich spisovačelov, Budyšin 1926.
- Jakub Bart-Ćišinski. Basnik młodźiny a přichoda 1856–1909. Ludowe nakładnistwo Domowina, Budyšin 1949.
- Koło časow. Wubrana zběrka powědančkow. Ludowe nakładnistwo Domowina, Budyšin 1959.
- Hwězdy nad bjezdnom. Ludowe nakładnistwo Domowina, Budyšin 1960.
- Ptače worakawstwa a druhe powědančka. Ludowe nakładnistwo Domowina, Budyšin 1961
- Bosćij Serbin. Historiski roman. Tom. I–III, Ludowe nakładnistwo Domowina, Budyšin 1963, 1964 i 1965.
- Alojs Andricki. Ludowe nakładnistwo Domowina, Budyšin 1967.
- Lěto wulkich wohenjow. Historiski roman. Ludowe nakładnistwo Domowina, Budyšin 1970.
- Sterne über dem Abgrund. Das Leben von Maria Grollmuß. Union-Verlag, Berlin 1976.
- Nalětnje wětry. Ludowe nakładnistwo Domowina, Budyšin 1978.
- Row w serbskej holi. (Grób w łużyckiej kniei. Literatura i rzeczywistość; Das Grab in der Heide.), Union-Verlag, Berlin 1990.
- Andricki, Jan, [w:] Jan Šołta, Pětr Kunze, Franc Šěn (red.): Nowy biografiski słownik k stawiznam a kulturje Serbow. Ludowe nakładnistwo Domowina, Budyšin 1984, s. 29–30.

## Literatura
- Trudla Malinkowa: Marja Kubašec – Maria Kubasch. Ein Lebensbild. Ludowe nakładnistwo Domowina, Budyšin 2014.
- Ingrid Juršikowa: Kubašec, Marja, [w:] Jan Šołta, Pětr Kunze, Franc Šěn (red.): Nowy biografiski słownik k stawiznam a kulturje Serbow. Ludowe nakładnistwo Domowina, Budyšin 1984, s. 315–317.